# União de egoístas
A União de egoístas (em alemão: Verein von Egoisten) é um conceito exposto pelo pensador alemão Max Stirner, em seu livro O único e sua propriedade, do final de 1844, que faz referência a uma associação voluntária de pessoas que se opõem à concepção dos grupos e coletivos abstratos e em contraposição ao sociedade, a nação, o Estado e a família. A União também pode ser interpretada como uma relação entre os egoístas que está continuamente renovada pelo apoio de todas as partes, através de atos de vontade. O grupo requer que todas as partes participem de um egoísmo consciente. Se uma das partes, silenciosamente, encontra-se em sofrimento, porém, tolera e mantém a aparência, a União degenerou-se em qualquer outra coisa. Essa união não é vista como uma autoridade acima da própria vontade de uma pessoa. Esta ideia tem recebido interpretações para a política, economia, romance e relações sexuais.

## Concepção stirneana

### O único e a sua propriedade

#### Sociedade x União de egoístas

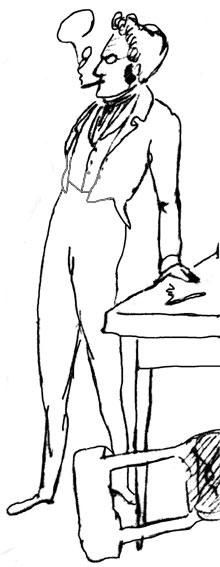
Retrato de Max Stirner feito por Friedrich Engels

Em sua obra principal, O único e a sua propriedade, Stirner faz a diferença entre a sociedade e a União de egoístas. Como tal, "moralidade é incompatível com egoísmo, porque o primeiro não permite validade para mim, mas apenas para o Homem em mim. Mas, se o Estado é uma sociedade de homens, não uma união de egos cada um dos quais tem apenas a si mesmo diante de seus olhos, então não pode durar sem moralidade, e deve insistir na moralidade. Portanto, nós dois, o Estado e eu, somos inimigos. Eu, o egoísta, não tenho no coração o bem-estar desta 'sociedade humana', Eu não sacrifico nada a ele, eu apenas o utilizo; mas para poder utilizá-lo completamente eu o transformo em minha propriedade e minha criatura; isto é, eu o aniquilo, e formo em seu lugar a União dos Egoístas”.
Stirner estabelece outras oposições na mesma linha: “O povo cristão produziu duas sociedades cuja duração se manterá em igual medida com a permanência desse povo: estas são as sociedades Estado e Igreja. Podem ser chamadas de união de egoístas? Elas buscam um interesse egoísta, pessoal, ou nós buscamos um interesse popular (isto é, um interesse do povo cristão), a saber, um Estado e um interesse da Igreja? Posso e posso ser eu mesmo neles? Posso pensar e aja como eu quiser, posso revelar-me, viver-me, ocupar-me? Não devo deixar intocada a majestade do Estado, a santidade da Igreja? Bem, não posso fazer como quero. Mas devo encontrar em Qualquer sociedade tem uma liberdade tão incomensurável de poder? Certamente não! Conseqüentemente, poderíamos estar contentes? Nem um pouco! É uma coisa diferente se eu rebordo de um ego ou de um povo, uma generalização. [...] Pois o Estado é da mesma forma uma sociedade, não uma união; é a família ampliada ("Pai do País - Mãe do País - filhos do País")".
Na economia, Stirner vê a ideia da União dos egoístas se aplicar da seguinte forma: "Se os homens chegarem ao ponto de perder o respeito pela propriedade, todos terão propriedade, pois todos os escravos se tornam homens livres assim que não respeitarem mais o senhor como senhor . Os sindicatos irão então, também neste assunto, multiplicar os meios do indivíduo e garantir a sua propriedade assaltada".

## Influência
O estudioso Andrew Carlson argumenta que as pessoas seriam mantidas unidas por vantagens mútuas por meio do “uso” comum umas das outras nesta União de egoístas. Ao aderir à União, um indivíduo aumenta seu próprio poder individual - cada pessoa controlaria por meio de seu próprio poder o que pudesse. Porém, isso não implica que haveria uma região de rapacidade universal e matança perpétua, nem significa o exercício do poder sobre os outros, pois cada pessoa defenderia sua própria singularidade. Carlson afirma que, uma vez que uma pessoa atingiu a auto-realização do verdadeiro egoísmo, ela não desejaria dominar os outros ou possuir mais posses do que necessita, porque isso destruiria sua independência. Carlson vê a União de egoístas como essencialmente um grupo não formal no qual os participantes voluntariamente se envolvem para ganho pessoal. Como nenhuma pessoa está obrigada para com o grupo, eles podem sair se este deixar de servir aos seus interesses, tornando o benefício mútuo para todos os membros. Enquanto os indivíduos no comunismo são obrigados uns aos outros na sociedade, no egoísmo eles estão obrigados apenas a si mesmos. Stirner viu isso como o oposto de um estado, governo ou sociedade, que poderia usar o indivíduo para seu próprio ganho, sem beneficiar o indivíduo ou realmente ser do seu interesse.
Não haveria senhores nem servos, apenas egoístas. Cada um se retiraria em sua própria singularidade, o que evitaria o conflito, porque ninguém tentará provar que tem “razão” perante um terceiro, pois cada indivíduo estaria “acima” da União. Os anarquistas egoístas afirmam que o egoísmo promoverá uma união genuína e espontânea entre os indivíduos. Stirner sustentava que somente essa forma de organização não interferiria no poder do indivíduo, não exercendo influência moral nem restrição legal.
Stirner não desenvolve em nenhum detalhe a forma de organização social que a União dos egoístas pode assumir, com alguns, como Carlson, argumentando que a própria organização é um anátema para a União de Stirner. Dentro da União, o indivíduo poderá se desenvolver e a União existe para o indivíduo. A União dos egoístas não deve ser confundida com a sociedade à qual Stirner se opõe porque a sociedade reivindica uma pessoa que é considerada sagrada, mas que consome um indivíduo. A União é formada por indivíduos que a consomem para o seu próprio bem.
No plano prático, uma primeira aproximação à ideia se desenvolveu, brevemente, a partir de 1903, quando é criada, na Alemanha, a associação gay Gemeinschaft der Eigenen ("Comunidade de Autoproprietários"), inspirada inicialmente, e de maneira parcial, em alguns princípios ideológicos stirnerianos e que tiveram como alguns de seus partipantes, Adolf Brand e John Henry Mackay. A associação esteve vinculada à revista Der Eigene, publicada entre 1896 e 1932.
Posteriormente, outros pensadores anarcoindividualistas, como Georges Palante, Lev Chernyi e Miguel Giménez Igualada (que chegou a propor, na década de 1930, na Espanha, a criação de uma "Federação de associações anarquistas individuais", similar ao conceito de União de egoístas), trabalhariam com diferentes características sobre o mesmo conceito.

Ao explicar seu conceito de imediatismo, o pensador pós-esquerdista Hakim Bey compara a ideia de União de egoístas com a de outros pensadores:
A penetração do maravilhoso na vida cotidiana - a criação de “situações” - pertence ao “princípio corporal material”, à imaginação e ao tecido vivo do presente … O indivíduo que percebe essa imediatez pode ampliar o círculo de prazer, até certo ponto, simplesmente por acordar da hipnose dos “Fantasmas” (como Stirner chamou todas as abstrações); e ainda mais pode ser realizado pelo “crime”; e ainda mais pela duplicação do Self na sexualidade. Da “União dos Autoproprietários” de Stirner, passamos ao círculo dos “Espíritos Livres” de Nietzsche e daí à “Série Passional” de Charles Fourier, nos dobrando e nos redobrando à medida que o Outro se multiplica no eros do grupo.
Ao falar sobre seu conceito de zona autônoma permanente em seu livro Zona Autônoma Temporária, Hakim Bey o compara ao conceito de apoio mútuo de Peter Kropotkin. Ele diz que “cara a cara, um grupo de humanos sinergia seus esforços para realizar desejos mútuos, seja por boa comida e alegria, dança, conversa, as artes da vida; talvez até por prazer erótico ou para criar uma obra de arte comunitária , ou para atingir o próprio transporte da bem-aventurança - em suma, uma “união de egoístas” (como Stirner colocou) em sua forma mais simples - ou então, nos termos de Kropotkin, um impulso biológico básico para “apoio mútuo”.